# (5330) Senrikyu
(5330) Senrikyu (1990 BQ1) – planetoida z pasa głównego asteroid okrążająca Słońce w ciągu 4,6 lat w średniej odległości 2,77 j.a. Odkryta 21 stycznia 1990 roku.